# Il signor figlio
Il signor figlio è il primo romanzo del giornalista e scrittore Alessandro Zaccuri, pubblicato nel 2007. Lo stesso anno, il libro risultò finalista al Premio Campiello.

## Trama
Prima parte - Nel giugno 1837, mentre un'epidemia di colera provoca centinaia di morti a Napoli, un uomo assai piccolo e dal fisico contorto si imbarca su una nave come marinaio, ma viene quasi subito smascherato: non ha mai viaggiato per mare. Allora l'uomo si qualifica come patriota perseguitato dalle autorità e fornisce il nome falso di Conte Rossi. Approdato in Inghilterra, come moltissimi profughi dall'Italia, viene aiutato dal patriota Gabriele Rossetti, che gli procura qualche modesto lavoro per campare.
Circa vent'anni dopo, il Conte Rossi acquisisce un allievo, un giovane che sta per partire per l'India, eppure vorrebbe imparare l'italiano. La cosa sembra assurda al conte che gli impartisce lezioni di tutti i tipi: il giovane si chiama John Longwood Kipling. Ma la lezione più importante che Rossi insegnerà al giovane John Kipling riguarda proprio l'identità della quale il nome Rossi è solo una copertura. Infatti negli anni, Rossi ha finto di essere un dotto irlandese di nome William Bishop, erudito della Corona, e, sotto questo travestimento, ha scritto in Italia, a Recanati a un conte, Monaldo Leopardi, chiedendo di fornirgli elementi per una sua ricerca egittologica.
Il conte italiano, sofferente per la morte di figli, soprattutto del primogenito, il prodigioso, l'amatissimo e infine l'ateo e blasfemo Giacomo, corrisponde con il fantomatico Bishop e pensa di essere in qualche modo compensato per la sua perdita. Non accetta invece di ricevere Antonio Ranieri, presso il quale Giacomo sarebbe morto, con scuse labili. Tuttavia, al momento di morire, Monaldo incarica la figlia Paolina di scrivere a questo Bishop la notizia, includendo un biglietto chiuso in cui, riconosciuto il figlio, gli dice addio e lo benedice.
Seconda parte - In Francia, un apprezzato studioso di Shakespeare, l'anglista Pierre Messiaen, è entrato in possesso di un libriccino manoscritto di tale John Kipling. È l'anno 1927. Pensando si tratti di uno scritto del figlio di Rudyard Kipling, di nome John e morto a 18 anni nella battaglia di Loos, il professore scrive al grande scrittore per restituirgli il manoscritto. Kipling non ha mai visitato la tomba comune dove è sepolto il suo figliolo e quindi decide di venire in Francia e di incontrare personalmente Messiaen. Al momento dell'esame, il documento risulta essere non del figlio, ma del padre di Kipling, John anch'egli, che alternava le sue incombenze di funzionario coloniale con la pittura e la scrittura.
Eppure il racconto di Kipling padre non somiglia a quanto questi aveva lasciato in vita. Qui si parla, o forse si farnetica, di un conte italiano che avrebbe dovuto insegnare al giovane l'italiano e invece lo inizia ai culti indiani, ed inoltre gli fa vedere una sua bizzarra opera: tanti e tanti foglietti scritti in tante lingue e tenuti uniti da un sottile spago che passa da un foglio all'altro, creando una catena. E Kipling avrebbe contribuito a perfezionare il meccanismo, prima di lasciare il maestro e prima di compiere con questi una discesa agli Inferi.
Intanto, il dialogo tra Kipling "Il Grande" e Messiaen non progredisce. Il francese non comprende quell'uomo così disinvolto e padrone delle sue emozioni, così mondano; e pensa alla sua famiglia, alla moglie poetessa e ai due figli, dei quali uno è una promessa della musica.
Terza parte . Nel lungo finale del libro si alternano, senza soluzione di continuità, il viaggio agli Inferi di Rossi-Leopardi con il giovane Kipling, e il delirio premonitore e mortale della moglie di Messiaen, la poetessa Cécile Sauvage. I due uomini fanno una rocambolesca discesa nelle fogne di Londra e arrivano in una stanza di Buckingham Palace, dove è custodita l'unica copia di un preziosissimo trattato sapienziale indiano. Tutto è stato calcolato al dettaglio dall'astuto conte Giacomo, ormai detto vecchio Jack, tutto riesce alla perfezione. E il giovane Kipling si sposerà e partirà per l'India con qualcosa di nuovo in sé. Allora l'italiano distruggerà per sempre la sua opera di foglietti e spaghi.
Intanto Cécile, consunta e incapace di tollerare oltre le sofferenze, in preda alla morfina, ha un sogno in cui vede il figlio Olivier cresciuto e internato in un campo di prigionia. Durante il giorno scrive musica in una latrina, con fogli e matite; di notte, portando il pianoforte sulla neve, seguito da un uomo con un violoncello, poi da uno con il clarinetto, poi ancora da un violinista, va ad eseguire la sua opera inaudita. Lo stesso grembo, che aveva dato al figlio vita e calore, ora dona alla madre morente le visioni di un futuro ancor lontano e gravido di disperazione.

## Personaggi
- il conte Giacomo Leopardi, sotto gli pseudonimi di Conte Rossi, William Bishop e Vecchio Jack;
- il conte Monaldo Leopardi;
- Paolina Leopardi, sorella di Giacomo e figlia di Monaldo;
- il nobile e politico italiano Antonio Ranieri;
- Gabriele Rossetti, scrittore e poeta, profugo italiano in Inghilterra e padre del pittore (e scrittore) Dante Gabriel Rossetti;
- John Lockwood Kipling, giovane in partenza per l'India coloniale;
- Rudyard Kipling, scrittore britannico, figlio di John Lockwood;
- John Kipling, figlio dello scrittore, caduto in battaglia durante la prima guerra mondiale;
- Pierre Messiaen, letterato francese, traduttore di Shakespeare;
- Cécile Sauvage, poetessa francese, moglie di Pierre e madre dei suoi figli, Alain e Olivier;
- Olivier Messiaen, il grande musicista francese, in questo libro ha 19 anni;

## Edizioni
- A. Zaccuri, Il signor figlio, ed. Mondadori, Milano 2007.